# Талгат уулу, Бектур
Бектур Талгат уулу (9 сентября 1994) — киргизский футболист, центральный полузащитник индийского клуба «Аиджал».

## Биография
Воспитанник футбольного клуба «Абдыш-Ата» (Кант), там же в 2012 году начал взрослую карьеру в высшей лиге Кыргызстана. В 2014 году сыграл два матча за клуб первой лиги Казахстана «Астана-1964», затем вернулся в Кыргызстан, где играл за «Абдыш-Ату» и «Алгу».
В 2017 году перешёл в индийский клуб «Черчилль Бразерс». Первый матч в И-Лиге сыграл 18 января 2017 года против «Ист Бенгала», заменив в перерыве Кингсли Фернандеса, а первые голы забил 22 апреля 2017 года, отличившись «покером» в ворота «Ченнай Сити».
Летом 2017 года перешёл в оманский клуб «Сур», а в начале 2018 года вернулся в Индию, где играл за «Черчилль Бразерс» и «Аиджал».
Выступал за молодёжную сборную Кыргызстана. Призывался в национальную сборную, но по состоянию на январь 2019 года не сыграл ни одного матча.